# Verka Serdjutjka

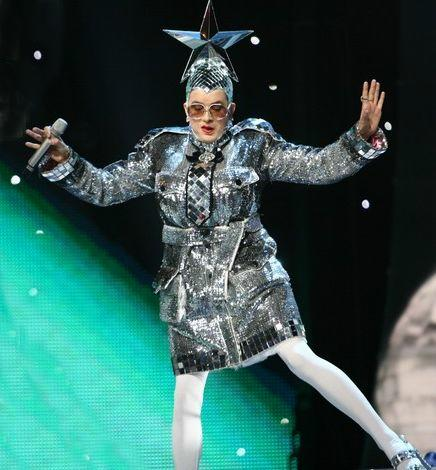
Serdjutjka medverkade i ESC i Helsingfors 2007.

Verka Serdjutjka (ukrainska: Вєрка Сердючка, Vjerka Serdjutjka) är artistnamnet för den ukrainska komikern och musikern Andrij Mychajlovytj Danylko (Андрі́й Михайлович Данилко). Han är född 2 oktober 1973 i Poltava i Ukrainska SSR i Sovjetunionen (nu Ukraina). I rollen som Serdjutjka deltog han i Eurovision Song Contest 2007 och slutade där på andra plats. Verka Serdjutjka har i hemlandet Ukraina sålt över 600 000 skivor.

## Karriär
Danylko uppträder ibland under sitt eget namn. Han är i sitt hemland och andra östeuropeiska länder mest känd under namnet Verka Serdjutjka, som internationellt oftast benämns med den engelska transkriptionen Verka Serduchka. Den kvinnliga rollfiguren skapades i början av 1990-talet i TV-programmet KVN. Verka Serdjutjka har på senare tid presenterat flera musikalbum och gjort sig populär genom sina humoristiska musikvideor. Verka Serdjutjka har sjungit duett med bland andra Alla Pugatjova och Filipp Kirkorov.
Verka Serdutjka representerade Ukraina i Eurovision Song Contest 2007 i Helsingfors med bidraget Dancing Lasha Tumbai (ibland Danzing). Låten framfördes på tre språk: tyska, engelska och ukrainska och slutade efter tittaromröstningen på andra plats, 33 poäng bakom vinnaren Marija Šerifović. I och med tävlingen fick även Västeuropa upp ögonen för Verka Serdjutjkas musik, och hans musikvideor spreds snabbt över Internet. Albumet Dancing Europe gavs ut bland annat i Frankrike. I början av 2008 släpptes singeln Eurovision Queen, vars text återgav hennes succé i Eurovisionen. 
Det var tänkt att Verka Serdjutjka skulle ha ställt upp i den ukrainska uttagningen till Eurovision Song Contest 2011, men Danylko hoppade av på grund av tidsbrist.

## Diskografi

### Album
- 1998 – Ja rozjdena dlja ljubvy (Я рождена для любви)
- 2001 – Pirozjok
- 2002 – Hop-hop (Гоп-гоп)
- 2002 – Best (2002)
- 2003 – Tjyta dryta (Чита дрита)
- 2003 – Cha-ra-sjo (Ха-ра-шо)
- 2004 – Zjenicha chotela (Жениха хотела)
- 2005 – Posle tebja (som Andrij Danilko)
- 2006 – Novyje pesny Verky Serdjutjky (Новые песни Верки Сердючки)
- 2006 – Tralli-Valli (Тралі-Валі)
- 2007 – Dancing Europe
- 2008 – DoReMi DoReDo
- 2011 – Alles Gut Mamba
- 2020 – Sexy

## Intressanta fakta
Danylko hade en mindre roll i TV-serien Folkets tjänare där han spelade sig själv som Verka Serdjutjka. I serien spelade Volodymyr Zelenskyj Ukrainas president innan han valdes till det 2019. I några scener syns Zelenskyj klä ut sig till "Serdjutjkas mor" och kasta tårtor på bilar som jagar honom.
I november 2022 lade Danylko ut på auktion hos Sotheby's en Rolls-Royce Silver Shadow 1974, som tidigare tillhört Freddie Mercury. Bilen såldes på för 250 000 pund (11 miljoner hryvnia). Alla intäkterna riktades av Danylko till byggandet av ett nytt center för rehabilitering och proteser för ukrainare som skadats i kriget i Lviv-regionen.